# Webera julacea
Webera julacea är en bladmossart som beskrevs av Fürnrohr 1829. Webera julacea ingår i släktet Webera och familjen Bryaceae. Inga underarter finns listade i Catalogue of Life.